# Lubomír Metnar
Lubomír Metnar (ur. 6 października 1967 w Ołomuńcu) – czeski policjant, w latach 2013–2014 wiceminister, od 2017 do 2018 minister spraw wewnętrznych, w latach 2018–2021 minister obrony.

## Życiorys
Ukończył szkołę policyjną (1993) oraz studia ekonomiczne na Uniwersytecie Ostrawskim (1998). Po odbyciu służby wojskowej zatrudnił się w czeskiej policji, pracował w dziale kryminalnym w kraju morawsko-śląskim, pod koniec służby pełnił funkcję kierownika departamentu w regionalnym oddziale policji. W 2010 został wyróżniony za przeprowadzone postępowanie, w wyniku którego do odpowiedzialności karnej pociągnięci zostali sprawcy ataku na dom romskiej rodziny, w którym ciężko poparzone zostało małoletnie dziecko. W 2011 przeszedł do sektora prywatnego, na stanowisku dyrektorskim odpowiadał za bezpieczeństwo w przedsiębiorstwie Vítkovice należącym do Jana Světlíka.
Od lipca 2013 do października 2014 był pierwszym wiceministrem i następnie wiceministrem spraw wewnętrznych, gdy resortem tym kierowali kolejno Martin Pecina i Milan Chovanec. Po odejściu z administracji rządowej powrócił do Witkowic na dotychczasową funkcję. W ramach koncernu został także członkiem rady dyrektorów VTK Special i członkiem rady nadzorczej Vítkovice Heavy Machinery.
13 grudnia 2017 objął urząd ministra spraw wewnętrznych w rządzie Andreja Babiša. 27 czerwca 2018 w jego drugim gabinecie przeszedł na funkcję ministra obrony.
W wyborach w 2021 z ramienia ANO 2011 uzyskał mandat deputowanego do Izby Poselskiej. W grudniu tegoż roku zakończył pełnienie funkcji ministra.